# 潘妮海峽
潘尼海峽（76°30′N 097°00′W / 76.500°N 97.000°W）是加拿大北極群島努納武特地區中部的一條天然水道。它將巴瑟斯特島（西南部）與德文島（東部）隔開。在南部和東南部，海峽通向皇后水道。